# Zamek Stolpen
Zamek Stolpen (niem. Burg Stolpen) – zabytkowy średniowieczny zamek w Stolpen, w Niemczech, w południowej Saksonii. 
Zamek częściowo w ruinie, mieści się na wzgórzu o wysokości 356 metrów n.p.m.. Nazwa zamku została zapożyczona od zwrotu "stolpno" co oznacza "miejsce kolumna" i nawiązuje do wszechobecnej w mieście oraz na zamku skały - bazaltu.  
Na terenie zamku znajduje się najgłębsza wydrążona w naturalnym kamieniu (bazalcie) studnia na świecie. Wydrążenie jej zajęło górnikom z Rudaw Wschodnich aż 24 lata. Głębokość studni wynosi 84,4 m.

## Historia
Pierwsza budowla obronna powstała prawdopodobnie w tym miejscu około 1100 roku.
Następne informacje o zamku pojawiają się w 1121 w Kronice Kosmasa. Jednak są one bardzo niepewne. Pierwszym pisanym dokumentem w historii zamku pochodzi z około 1218, kiedy biskup Bruno II z Porstendorf zakupił zamek wraz z okolicznymi ziemiami od Moyko de Stuplen
Około 1200 roku zamek Stolpen był słowiańskim dworem obronnym. W ramach niemieckiej ekspansji na wschód na początku XIII wieku został przekształcony w siedzibę biskupów miśnieńskich i stał się jedną z ich ważniejszych rezydencji. W 1559 roku książę August Wettyn zmusił biskupa do zmiany ziem. Rozszerzył on i zmodernizował budynki na wzgórzu zamkowym i używał obiektu jako swojej podmiejskiej rezydencji oraz zamku myśliwskiego. Podczas wojny trzydziestoletniej mury zamku z powodzeniem stawiały opór atakom i oblężeniom. W 1675 roku zamek został przekształcony w twierdzę krajową, jednak już w XVIII wieku coraz mocniej podupadał. Rozwiązanie garnizonu w 1764 roku rozpoczęło jego naturalny upadek. Po przejściu Napoleona w 1813 roku część twierdzy została wysadzona, co zakończyło okres świetności zamku jako ważnego miejsca strategicznego.
W latach 1716–1765 na zamku więziona była Anna Konstancja Cosel, faworyta Augusta II Mocnego, znana jako hrabina Cosel. Jej grób znajduje się na terenie zamku, gdyż po śmierci została pochowana w kaplicy zamkowej.

## Galeria

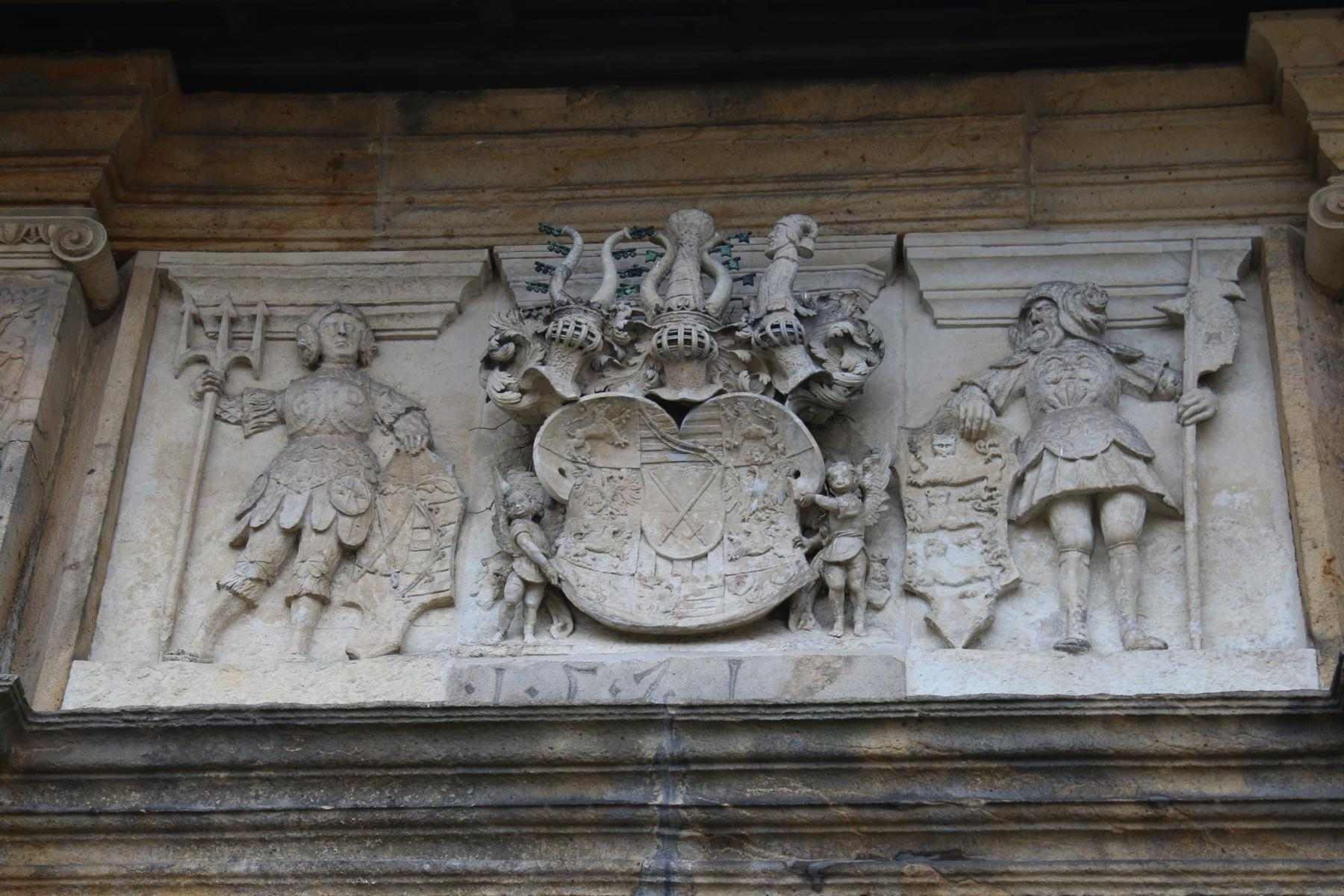
Herby: Saksonii, Augusta Wettyna, Anny Duńskiej, 1571
Herb Saksonii
Herb Danii
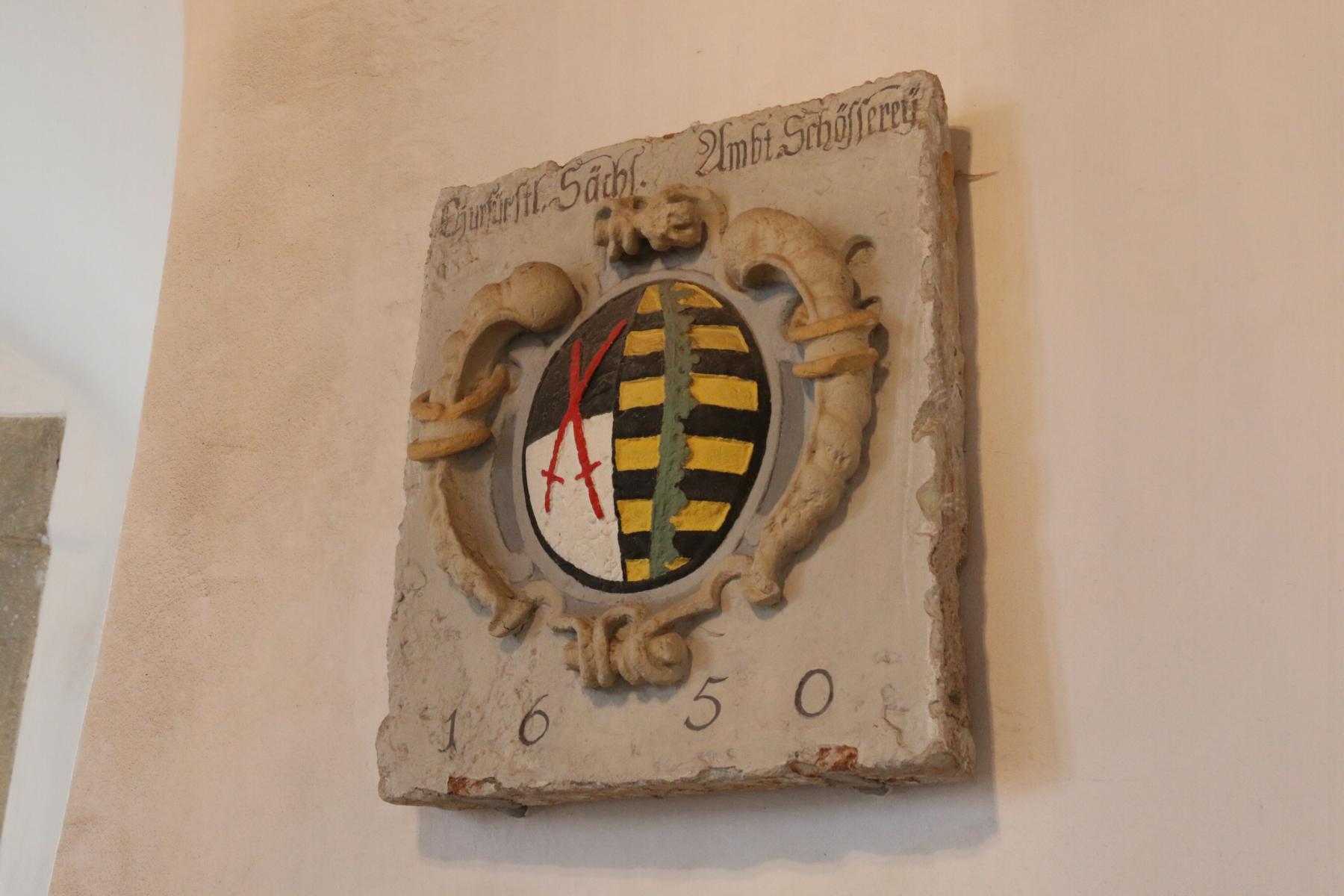
Herb Saksonii, 1650
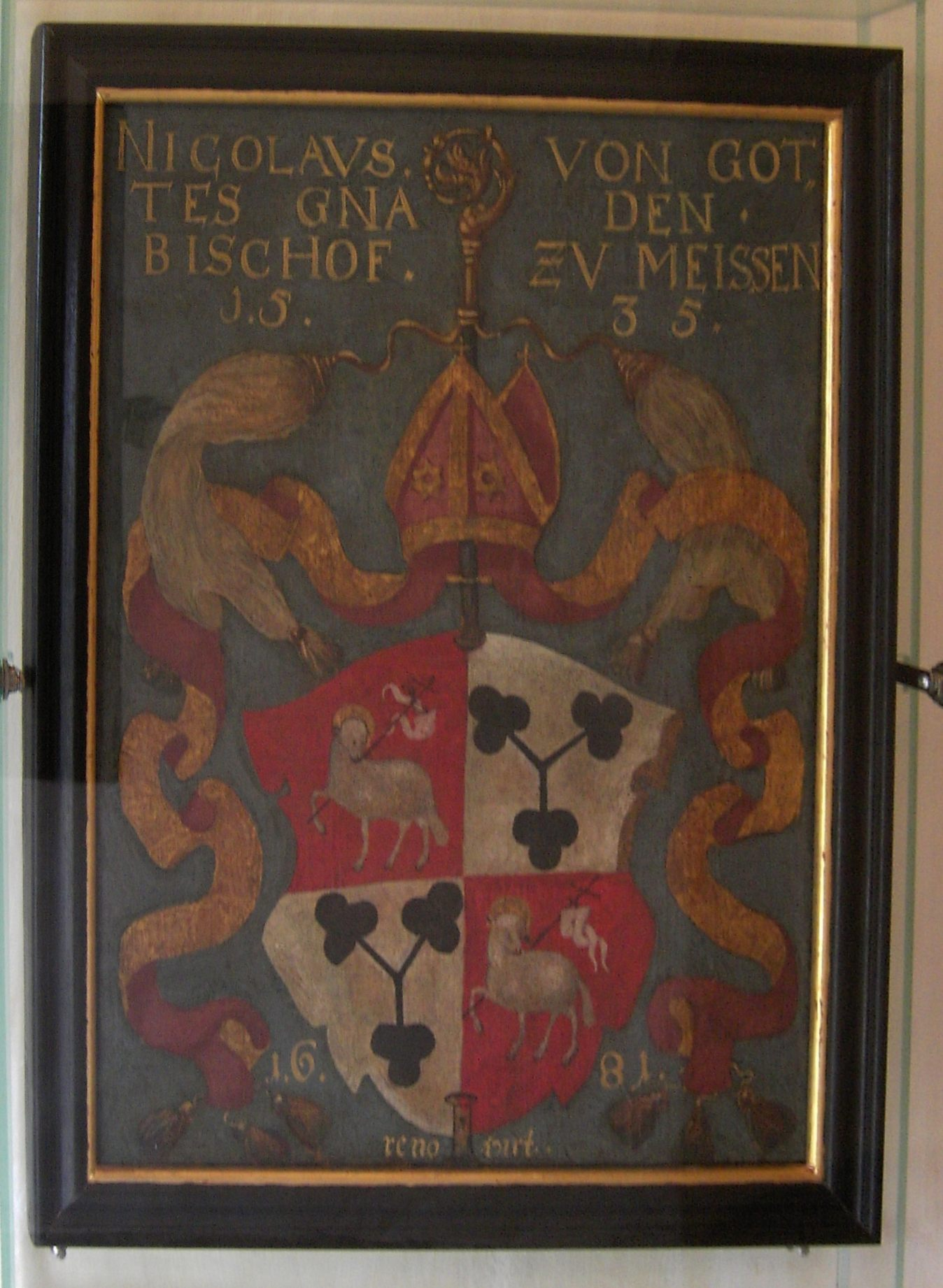
Herb bpa Nicolausa II von Carlowitz(inne języki)